# Satchidananda

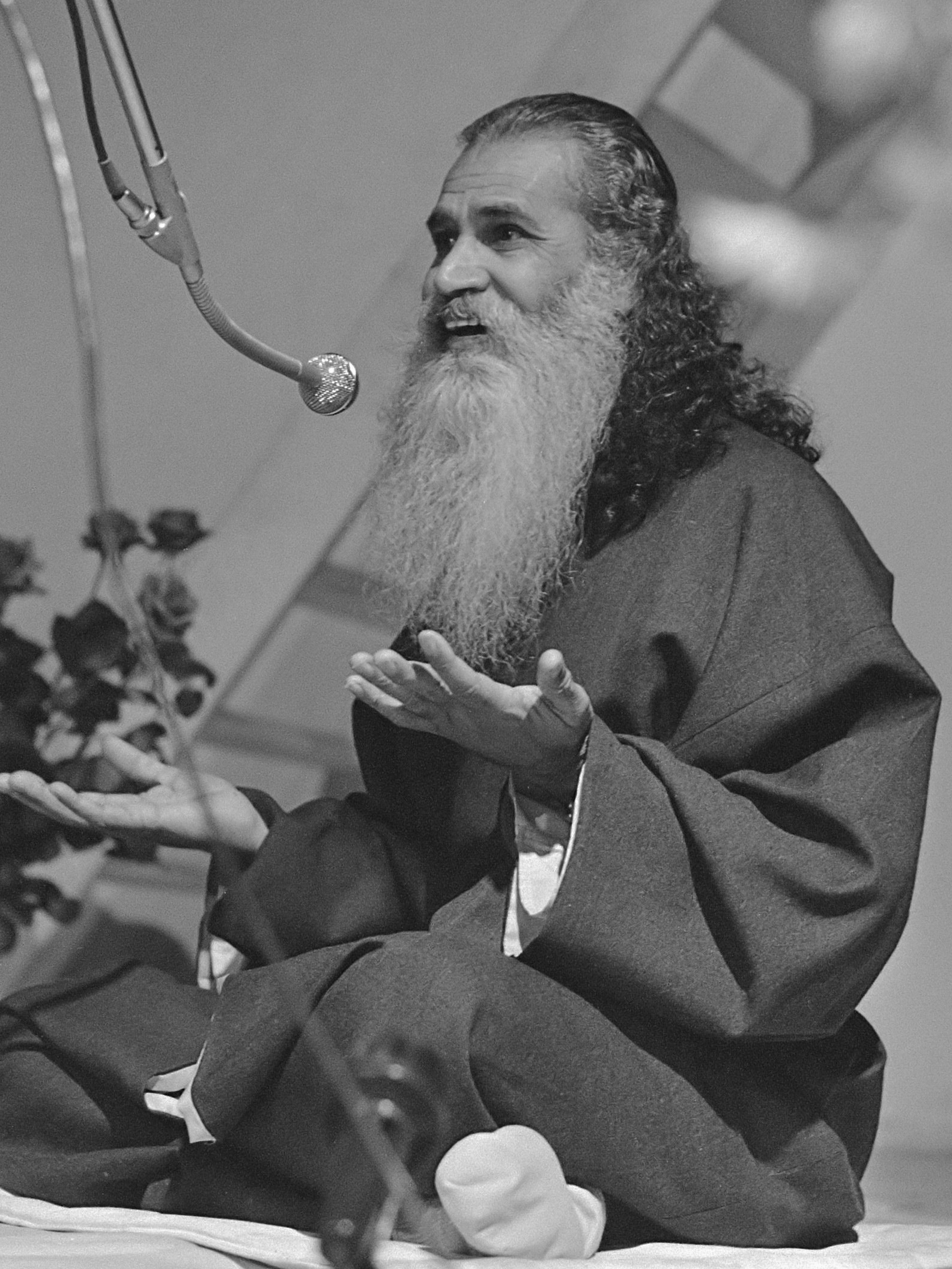
Swami Satchidananda (1970)

Swami Satchidananda (Geburtsname  C. K. Ramaswamy Gounder, * 22. Dezember 1914 in Chettipalayam, Tamil Nadu, Indien; † 19. August 2002 im Bundesstaat Tamil Nadu) war ein indischer spiritueller Lehrer und Yogi, der vor allem in den USA wirkte und einige Buchtitel veröffentlichte.

## Leben und Werk
Nach dem Studium arbeitete C.K. Ramaswamy Gounder als Manager bei den indischen staatlichen Elektrizitätswerken und heiratete mit 23 Jahren.
Seine Frau starb bereits fünf Jahre später, woraufhin Ramaswamy seine beiden Söhne seiner Mutter anvertraute und sich auf eine lange Pilgerreise durch Indien begab, in deren Verlauf er zahlreiche bedeutende indische Yogis und Weise aufsuchte. Schließlich fand er seinen Guru in Swami Sivananda, der ihn zum Sannyasin weihte und ihm seinen neuen Namen gab.

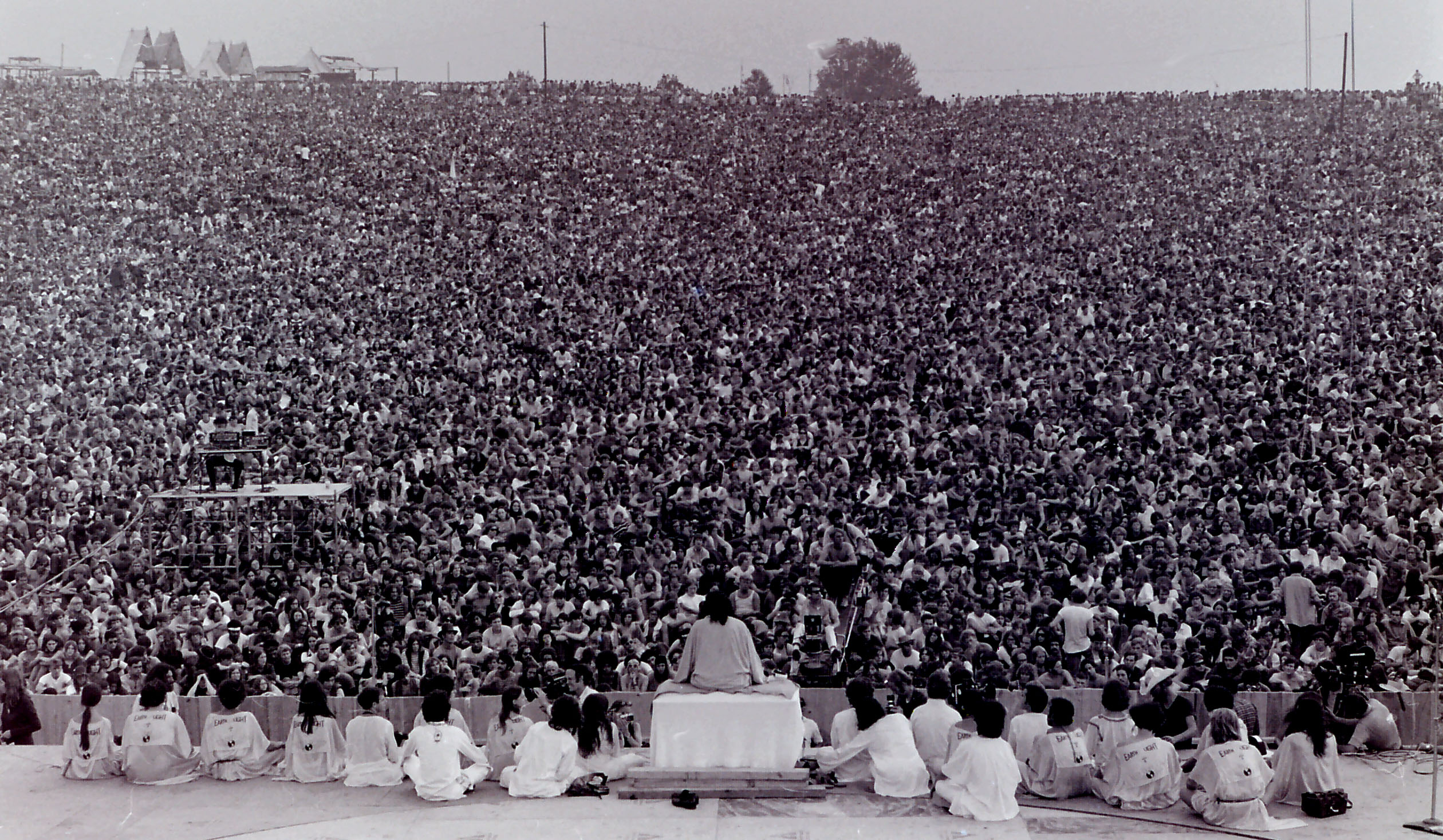
Swami Satchidananda beim Woodstock-Festival (1969)

Swami Satchidananda leitete daraufhin einige Jahre lang einen von Sivanandas Ashrams, der im Hügelland Sri Lankas lag. Dort unterrichtete er Yoga und führte einige Modernisierungen im Lebensstil der Ashram-Bewohner durch.
1966 kam er auf Einladung des Künstlers Peter Max in die USA. Bald darauf zog er dorthin um und wurde amerikanischer Staatsbürger. 1969 trat er als Eröffnungsredner beim Woodstock-Festival auf. Er begründete das Integral Yoga Institute in New York und ein spirituelles Zentrum in Yogaville, Virginia.

## Der integrale Yoga
Der Begriff „integraler Yoga“ wurde erstmals von Sri Aurobindo mit einer spezifischen Bedeutung in Werken wie Die Synthese des Yoga gebraucht, welche bereits zur Zeit des Ersten Weltkriegs entstanden. Obwohl berichtet wird, dass es eine kurze Begegnung von Sri Aurobindo und Satchidananda gegeben haben soll, erklärte letzterer, dass sein integraler Yoga seine eigene Schöpfung sei. Für ihn ging es darum,  verschiedene traditionelle Yoga-Wege flexibel in einem neuen System zusammenzuführen, um alle Aspekte der menschlichen Persönlichkeit – Körper, Geist und Seele – umfassend und harmonisch entwickeln zu können.